# Vindrac e Alairac
Vindrac e Alairac (en francès Vindrac-Alayrac) és un municipi francès situat al departament del Tarn i a la regió d'Occitània.

## Demografia
| 1962                                       | 1968 | 1975 | 1982 | 1990 | 1999 | 2007 |
| ------------------------------------------ | ---- | ---- | ---- | ---- | ---- | ---- |
| 190                                        | 193  | 190  | 169  | 161  | 168  | 150  |
| Des de 1962: població sense dobles comptes |      |      |      |      |      |      |

## Administració
| Període   | Identitat           | Partit |
| --------- | ------------------- | ------ |
| 2001-2008 | Chantal-Nadine Vaur |        |
| 2008-     | Régine Bessou       |        |